# 佐藤ひさ子
佐藤 ひさ子（さとう ひさこ、1959年1月6日 - ）は、日本の政治家。北海道留寿都村長（2期）。元留寿都村議会議員（1期）。

## 人物
留寿都村出身。留寿都高校卒業後、1978年留寿都村役場に入庁。保健医療課長などを務める。
2019年4月21日投開票の留寿都村議会議員選挙に立候補し得票1位で初当選した。2021年2月辞職。
2021年3月21日投開票の留寿都村長選挙で、現職の場谷常八を破り初当選した。2025年3月18日、無投票で2選を果たした。